# Архиепархия Цинциннати

Герб архиепархии Цинциннати

Архиепархия Цинциннати (лат. Archidioecesis Cincinnatensis) — архиепархия Римско-Католической церкви с центром в городе Цинциннати, США. В митрополию Цинциннати входят епархии Кливленда, Колумбуса, Стьюбенвилла, Толидо, Янгстауна. Кафедральным собором архиепархии Цинциннати является Собор Святого Петра в веригах.

## История
19 июня 1821 Римский папа Пий VII издал бреве «Inter multiplices», которым учредил епархию Цинциннати, выделив её из епархии Бардстауна (сегодня — Архиепархия Луисвилла). В этот же день епархия Цинциннати вступила в митрополию Балтимора. После образования епархии Цинциннати местные власти запретили строительство кафедрального собора в городе, поэтому Собор Святого Петра в веригах стали строить вне городской черты.
8 марта 1833 и 23 апреля 1847 епархия Цинциннати передала часть своей территории новым епархиям Детройта и Кливленда.
19 июля 1850 епархия Цинциннати была возведена в ранг архиепархии.
3 марта 1868 архиепархия Цинциннати передала часть своей территории новой епархии Колумбуса.

## Митрополия Цинциннати

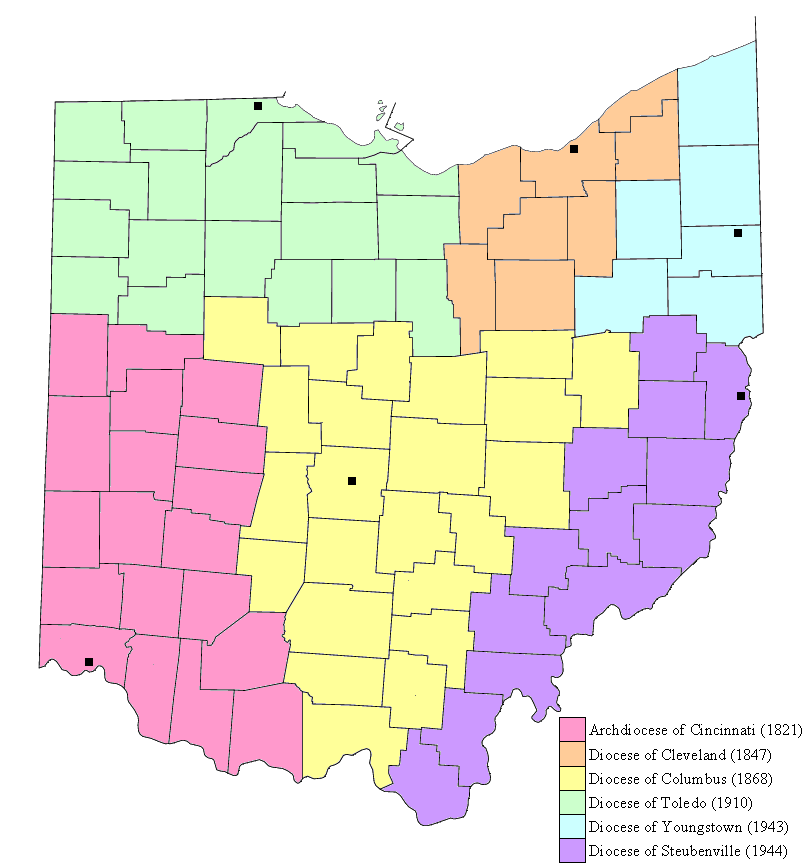
Карта митрополии Цинциннати

В митрополию Цинциннати входят следующие католические церковные структуры:
- Архиепархия Цинциннати;
- Епархия Кливленда;
- Епархия Колумбуса;
- Епархия Стьюбенвилла;
- Епархия Толидо;
- Епархия Янгстауна.

## Ординарии архиепархии
- епископ Эдвард Доминик Фенвик[англ.], O.P. (19.06.1821 — 26.09.1832)
- архиепископ Джон Баптист Перселл[англ.] (08.03.1833 — 04.07.1883)
- архиепископ Уильям Генри Элдер[англ.] (04.07.1883 — 31.10.1904)
- архиепископ Генри Мёллер[англ.] (31.10.1904 — 05.01.1925)
- архиепископ Джон Тимоти Макниколас[англ.], O.P. (08.07.1925 — 22.04.1950)
- архиепископ Карл Йозеф Альтер[англ.] (14.06.1950 — 19.07.1969)
- архиепископ Пол Фрэнсис Лейболд[англ.] (23.07.1969 — 01.06.1972)
- архиепископ Джозеф Луис Бернардин (21.11.1972 — 08.07.1982) — назначен архиепископом Чикаго, кардинал с 1983
- архиепископ Daniel Edward Pilarczyk (30.10.1982 — 21.12.2009)
- архиепископ Деннис Марион Шнурр[англ.] (21.12.2009 — 12.02.2025)
- архиепископ Robert Gerald Casey (с 12.02.2025)

## Источник
- Annuario Pontificio, Libreria Editrice Vaticana, Città del Vaticano, 2003, ISBN 88-209-7422-3
- Бреве Inter multiplices, Bullarium pontificium Sacrae congregationis de propaganda fide, т. IV, Romae, 1841, стр. 378 Архивная копия от 20 мая 2011 на Wayback Machine  (лат.)